# Buchanan (Virginie)
Pour les articles homonymes, voir Buchanan.
Buchanan est une ville des États-Unis, dans l'État de Virginie et le comté de Botetourt. Au recensement de 2010, sa population était de 1 178 hab.

## Source
- (en) Cet article est partiellement ou en totalité issu de l’article de Wikipédia en anglais intitulé « Buchanan, Virginia » (voir la liste des auteurs).